# Edmond Magendie
Edmond Magendie, né le 24 janvier 1912 à Toulon et mort le 20 mars 2000 à Fréjus, est un militaire et fonctionnaire français, homme politique de la côte française des Somalis (CFS).

## Biographie
Ancien élève de Saint-Cyr, il intègre les troupes de marine. En poste à Djibouti en 1940, il quitte le territoire pour rejoindre les gaullistes. Il participe au «blocus» de la CFS, puis à sa «libération» en décembre 1942. Il est alors capitaine. Il participe ensuite à la campagne d'Italie, puis au débarquement en Provence.
En 1949, il est chef de cabinet du ministre de la France d'outre-mer. Il demande sa mise en disponibilité pour devenir député de la Côte française des Somalis, et bat largement le sortant Jean Martine en 1951. Il siège à l'Assemblée nationale sur les bancs du Rassemblement du peuple français (RPF), le mouvement gaulliste.
Il ne se représente pas en 1956 et reprend une carrière militaire au cours de laquelle il occupe divers postes en Afrique. En 1961, il est colonel en Mauritanie.
Il devient commandement du groupement d'instruction des troupes de marine à Fréjus en 1964 et est promu général en 1966 avant d'être passé dans la réserve en 1970. Il est alors nommé au territoire français des Afars et des Issas comme responsable de la « Mission d'identification de la population ». Il tente ensuite une carrière politique à Fréjus sans succès.

### Décorations
- Commandeur de la Légion d'honneur
- Compagnon de la Libération par décret du 7 mars 1945
- Grand officier de l'ordre national du Mérite
- Croix de guerre 1939–1945 (5 citations)
- Croix de la Valeur militaire (1 citation)
- Médaille de la Résistance française avec rosette par décret du 24 avril 1946[2]
- Croix du combattant volontaire de la guerre de 1939–1945
- Médaille coloniale avec agrafes « Libye », « Somalie », « Tunisie »
- Médaille commémorative française de la guerre 1939–1945
- Médaille commémorative des opérations de sécurité et de maintien de l'ordre avec agrafe « Algérie »
- Silver Star Medal (USA)
- Commandeur de l'ordre du Nichan el Anouar
- Commandeur de l'ordre du Mérite centrafricain
- Chevalier de l'ordre du Nichan Iftikhar (Tunisie)